# 小真厚壳蛤
小真厚壳蛤（学名：Nipponocrassatella nana），又名娜娜厚蛤、簾藻鹽貝，舊屬帘蛤目厚蛤科真厚蛤屬，今屬心蛤目厚蛤科日本厚蛤屬。

## 分佈
本物種主要分佈於中国大陆、台灣及日本。常栖息在浅海沙底。